# モッキア (小惑星)
モッキア (733 Mocia) は、小惑星帯の外縁部にある小惑星。ハイデルベルクのケーニッヒシュトゥール天文台でマックス・ヴォルフが発見した。
ヴォルフの息子ヴェルナー・ヴォルフの通称「モック (Mok)」に因んで命名された。
2008年3月に関東地方で掩蔽が観測された。